# Stanislas Lapierre
Stanislas Lapierre, geboren als Léopold-Napoléon Lapierre (* 17. Februar 1805 in Paris; † 1. Juli 1865 im Kloster Sept-Fons) war ein französischer Zisterzienserabt und Klostergründer.

## Leben
Léopold-Napoléon Lapierre, Sohn eines napoleonischen Offiziers, wurde am 24. August 1825 im Kloster Le Gard unter Abt Germain Gillon als Novize der Zisterzienser der strengen Observanz eingekleidet und legte 1826 Profess ab. Er erhielt den Ordensnamen Stanislas. 1829 wurde er zum Priester geweiht. Bereits 1828 schickte ihn Abt Gillon in das von Eugène Huvelin wiederbelebte Kloster Bellevaux bei Besançon, das nach dem Tod Huvelins in Gefahr war. Dort wurde sein Konvent 1830 von der Julirevolution vertrieben und wich über Fribourg in das Kloster Géronde in der Schweiz aus. Er selbst wurde 1833 von Abt Gillon zurückgerufen, um Prior François-Marie Van Langendonck in dem neu gegründeten Kloster Sankt Sixtus in Belgien zu unterstützen. Am 1. April 1835 wurde er vom Konvent von Le Gard zum Nachfolger des verstorbenen Abtes Gillon gewählt.
Da das Kloster Le Gard durch den Bau neuer Verkehrswege zunehmender Lärmbelastung ausgesetzt war, sann Abt Lapierre auf Verlegung. Am 21. August 1845 gelang ihm der Rückkauf der Gebäude des berühmten Klosters Sept-Fons im Bourbonnais, das durch Eustache de Beaufort noch vor La Trappe reformiert worden war und dessen letzter Überlebender, Huvelin, bereits Lapierres Lebensweg gekreuzt hatte. In den 15 Jahren bis zu seinem Tod 1860 leistete Lapierre mit seinem Konvent in Sept-Fons eine beispielhafte und weithin anerkannte landwirtschaftliche Aufbauarbeit, deren Strapazen ihn vorzeitig ins Grab führten. Ihm folgte Jehan de Durat nach.